# Ductus venosus
Ductus venosus (též ductus Arantii podle G. C. Arantia) je žilní spojka přítomná v zárodečném období placentálních savců. Vychází z pupečníkové žíly a ústí do dolní duté žíly – díky tomu může část (asi polovina) okysličené krve přicházející z placenty rychleji vstoupit do tělního oběhu plodu. Ductus venosus se po porodu uzavírá a asi po dvou měsících zcela atrofuje (a vazivovatí) v tzv. ligamentum venosum.